# Microembia rugosifrons
Microembia rugosifrons är en insektsart som beskrevs av Ross 1944. Microembia rugosifrons ingår i släktet Microembia och familjen Anisembiidae. Inga underarter finns listade i Catalogue of Life.